# Ángela Zilia
Ángela Zilia (Atenas, 1935-  29 de junio de 2023) fue una actriz y cantante griega.

## Biografía
Ángela Zilia estudió música en la Escuela Zouanea y destacó como cantante, ganó numerosos premios en festivales de música.
Uno de sus mayores éxitos fue la canción "Welcome Love" por la que ganó un premio en 1967.
En 1996 ganó el VI Festival Internacional de la Canción en Sopot.
Su debut cinematográfico tuvo lugar en 1959 en la película El tesoro de la bienaventuranza. Fue compañera de Nikos Xanthopoulos en numerosas películas de la época dorada del cine griego.

## Filmografía
- 1959, El tesoro de la bienaventuranza
- 1964, El puente de la felicidad
- 1963, Amé y lastimé
- 1961, Ta saranta pallikaria